# Aras Innovator
Aras Innovator — пакет масштабируемых программных решений для предприятий для управления жизненным циклом изделий, созданный на основе открытой платформы PLM. По данным Aras Corporation на февраль 2010 г. было установлено более 20 000 копий пакета ПО Aras Innovator в 79 странах мира.

## История создания
Компания Aras Corporation была основана в марте 2000 г. как частная компания с целью создания простого в обслуживании, гибкого, масштабируемого решения для предприятий по управлению жизненным циклом. Основатель компании Питер Шроер. Название компании пошло от имени дочки Питера, которую зовут Сара. В августе 2001 г. была выпущена первая версия приложения для предприятий Aras Innovator с поддержкой различных технологий и платформ, распространяемая на условиях традиционной собственнической лицензии. Осенью 2002 г. была выпущена 5-я версия приложения.
С 2005 г. в связи с переходом многочисленных предприятий, на которых использовалось приложение Aras Innovator, на платформу Microsoft компания Aras ориентируется исключительно на платформу Microsoft .NET. В ответ на растущий спрос на программное обеспечение для предприятий, распространяемое на условиях открытого кода, в январе 2007 г. компанией Aras Corporation было объявлено о доступности решений для платформы Aras Innovator как свободного программного обеспечения.
Сегодня пакет решений Aras Innovator используется в таких компаниях как Xerox, Motorola, Rolls-Royce, FOX Electronics, ZyXel, Mega Brands Inc и других.

## Краткое описание
Пакет ПО для предприятий Aras Innovator помогает компаниям из различных отраслей промышленности — автомобильной, авиационной, оборонной, высоких технологий, медицинского оборудования и др. — создавать новую качественную продукцию быстрее и дешевле, обеспечивать соответствие законодательству и стандартам, контролировать риски, повышать эффективность взаимодействия с клиентами и поставщиками.
Решения Aras Innovator представляют собой открытую сервис-ориентированную (SOA) клиент-серверную архитектуру, обеспечивающую простой и безопасный доступ из любой точки мира к центральной базе данных и хранилищу со всеми объектами, процессами и потоками работ. Поддержка локализации позволяет удаленным группам и партнерам использовать приложение на своем родном языке.
Пакет ПО для предприятий по управлению жизненным циклом Aras Innovator включает в себя следующие основные решения:
- Управление программой
- Разработка продукта
- Планирование качества

## Функциональные возможности платформы
- гибкая сервис-ориентированная (SOA) архитектура с поддержкой стандартных протоколов XML и SOAP, обеспечивающая интеграцию с другими информационными системами;
- масштабируемая клиент-серверная архитектура;
- строгий контроль за доступом к данным, реализованный с использованием учётных записей пользователей и ролей;
- гибкая настройка прав доступа как на уровне учётных записей, так и на уровне объектов и состояний жизненного цикла;
- гибкая настройка ведения истории изменений как на уровне объектов, так и на уровне отдельных свойств объектов;
- простое и эффективное управление жизненными циклами;
- полнофункциональная поддержка бизнес-процессов (workflow): назначение ответственных, делегирование задач, выполнение этапов в автоматическом режиме, оповещение участников с помощью электронной рассылки, контроль за принятием решений;
- управление документооборотом;
- интеграция с SharePoint.

## Решения

### Управление программой
- управление проектами и портфелями проектов на основе принципов Института по управлению проектами (PMI);
- контроль статуса в режиме реального времени;
- отчетность и аналитика;
- использование шаблонов, позволяющих стандартизировать процесс создания новых проектов, сохранять и повторно использовать накопленный опыт по работе с проектами.

### Разработка продукта
- управление компонентами и деталями;
- управление ведомостями материалов;
- управление поставщиками;
- управление изменениями на основе принципов Международного института по управлению изменениями (CMII);
- поддержка бизнес-процессов для упрощенного управления изменения;
- контроль ключевых показателей эффективности разработки.

### Планирование качества
- управление рисками;
- управление спецификациями и требованиями заказчиков;
- поддержка перспективного планирования качества продукции (APQP);
- поддержка характера и последствий отказов (FMEA);
- повторное использование интеллектуальной собственности компании.

## Aras Innovator в России и странах СНГ
Локализацией и поддержкой пакета ПО для предприятий Aras Innovator в России и на территории СНГ занимается компания RUPLM.